# Adam Jezierski
Adam Jezierski (Varsòvia, 11 de juliol de 1990) és un actor hispano-polonès. Va treballar en el paper de Gorka en la sèrie Física o Química d'Antena 3. També ha intervingut en altres sèries com ara Hospital Central, Cuestión de sexo i Cuéntame cómo pasó.

## Trajectòria

### Cinema
- Tensión sexual no resuelta (pel·lícula) (2010) ....
- Animales Domesticos (pel·lícula) (2010) ....
- Gordos (pel·lícula) (2009) .... Luis

### Curtmetratges
- Sueños (2003) (curtmetratge) .... Achan
- Siete (2004) (curtmetratge) ....

### Teatre
- De cerca nadie es normal (2009) .... Pablo

### Televisió
- Física o química (Antena 3) (2008-2011) .... Gorka
- Cuestión de sexo (Cuatro) (2008) ....
- Hospital central (Tele 5) (2007) ....
- Cuéntame (TVE 1) (2007) .... Santi
- Con el culo al aire (Antena 3) (2012-Actualitat) .... Javi

### Videoclips
- "Por ti" de Sidonie